# Anthony Varvaro
Anthony Michael Varvaro, né le 31 octobre 1984 à Staten Island, New York, États-Unis et mort dans un accident de la route le 11 septembre 2022 à Jersey City, est un lanceur de relève droitier des Red Sox de Boston de la Ligue majeure de baseball.

## Carrière

### Scolaire
Lors de ses études secondaires à la Curtis High School de Staten Island (New York), Anthony Varvaro joue au baseball et au football américain. Il est capitaine des deux formations. Lors d'un match de série éliminatoire, il lance un match sans point ni coup sûr, retirant sur des prises quinze lanceurs.
Il suit des études supérieures à l'Université St. John's à New York où il porte les couleurs des Red Storm de 2003 à 2005.

### Mariners de Seattle
Varvaro est drafté le 7 juin 2005 par les Mariners de Seattle au douzième tour de sélection et signe son premier contrat professionnel le 26 août malgré une Opération de type Tommy John subit à l'épaule droite le 27 juin.
Il passe quatre saisons en Ligues mineures avant d'effectuer ses débuts en Ligue majeure le 24 septembre 2010 avec Seattle, lançant en relève à Tampa Bay contre les Rays. Il totalise quatre manches au monticule en quatre parties pour les Mariners, subissant la défaite à sa seule décision et enregistrant cinq retraits au bâton.

### Braves d'Atlanta
Le 13 janvier 2011, Varvaro est réclamé au ballottage par les Braves d'Atlanta. Il est affecté en Triple-A, chez les Gwinnett Braves, en début de saison 2011. Il est rappelé des mineures pour 18 parties durant la saison 2011 et fait bien avec une moyenne de points mérités de 2,63 et 23 retraits sur des prises en 24 manches lancées. Il perd cependant les deux décisions dans lesquelles il est impliqué.
En 4 saisons à Atlanta, Varvaro maintient une moyenne de points mérités de 2,99 en 168 manches et deux tiers lancées lors de 153 apparitions en relève, avec 7 victoires, 7 défaites et un sauvetage. Devenu releveur à temps plein en 2013, il enchaîne deux excellentes saisons. En 2013, sa moyenne n'est que de 2,83 points mérités accordés par partie et il lance 73 manches et un tiers en 62 matchs. En 2014, il œuvre 54 manches et deux tiers en 61 sorties et abaisse sa moyenne de points mérités à 2,63 en plus de faire passer son taux de retraits sur des prises par 9 manches lancées de 5,3 à 8,2. À cette dernière saison chez les Braves, ses 50 retraits sur des prises représentent un nouveau sommet personnel.

### Red Sox de Boston
Le 17 décembre 2014, Atlanta échange Varvaro aux Red Sox de Boston pour le lanceur droitier des ligues mineures Aaron Kurcz. Il apparaît dans 9 matchs des Sox au début de la saison 2015.
Varvaro est réclamé au ballottage par les Cubs de Chicago le 3 mai 2015. Mais dans les jours qui suivent et après un examen médical, les Cubs découvrent que Varvaro est blessé au tendon du coude droit. Ils sont alors autorisés à invalider la transaction et retournent le lanceur aux Red Sox, qui le placent sur la liste des joueurs blessés.

### Vie privée
Il prend sa retraite du Baseball en juin 2016 pour devenir policier à la Port Authority of New York and New Jersey.

Il est membre du Staten Island Sports Hall of Fame (en) depuis 2019.

Il meurt à l'age de 37 ans le 11 septembre 2022 dans une collision avec une voiture qui roulait à contresens en se rendant à une commémoration des Attentats du 11 septembre 2001.

## Statistiques
| Saison | Équipe  | G | GS | CG | SHO | V | D | SV | IP  | SO | ERA   |
| ------ | ------- | - | -- | -- | --- | - | - | -- | --- | -- | ----- |
| 2010   | Seattle | 4 | 0  | 0  | 0   | 0 | 1 | 0  | 4.0 | 5  | 11,25 |
| Totaux | Totaux  | 4 | 0  | 0  | 0   | 0 | 1 | 0  | 4.0 | 5  | 11,25 |

Note : G = Matches joués ; GS = Matches comme lanceur partant ; CG = Matches complets ; SHO = Blanchissages ; 
V = Victoires ; D = Défaites ; SV = Sauvetages ; IP = Manches lancées ; SO = Retraits sur des prises ; ERA = Moyenne de points mérités.